# Кухс
Кухс (њем. Kuhs) општина је у њемачкој савезној држави Мекленбург-Западна Померанија. Једно је од 62 општинска средишта округа Гистров. Према процјени из 2010. у општини је живјело 339 становника. Посједује регионалну шифру (AGS) 13053045.

## Географски и демографски подаци
Кухс се налази у савезној држави Мекленбург-Западна Померанија у округу Гистров. Општина се налази на надморској висини од 25 метара. Површина општине износи 13,7 km². У самом мјесту је, према процјени из 2010. године, живјело 339 становника. Просјечна густина становништва износи 25 становника/km².